# رینالدو بیگنون
رینالدو بنیتو آنتونیو بیگنون (به اسپانیایی: Reynaldo Benito Antonio Bignone) (زاده ۲۱ ژانویه ۱۹۲۸ – درگذشته ۷ مارس ۲۰۱۸) نظامی، سیاستمدار و رئیس‌جمهور آرژانتین بود که در فاصله سال‌های ۱۹۸۲ تا ۱۹۸۳ زمام حکومت نظامی آرژانتین را در دست داشت.
یک دادگاه کیفری آرژانتین ۲۱ آوریل ۲۰۱۰ ژنرال رینالدو بیگنون رئیس‌جمهور پیشین این کشور در دوران حکومت نظامی‌ها را به جرم ۵۶ مورد شکنجه، بازداشت غیرقانونی و تخلفات دیگر از این دست به ۲۵ سال زندان محکوم کرد. وی که متولد ۱۹۲۸ است دو سال (سال‌های ۱۹۸۲ و ۱۹۸۳) بر آرژانتین حکومت کرده بود. در آن سال‌ها ژنرال بیگنون فرمانده یک پایگاه نظامی بود و متهمان سیاسی را پس از دستگیری و جهت بازجویی به آنجا منتقل می‌کردند.
آخرین دیکتاتور آرژانتین که سرانجام در سن ۸۲ سالگی و به جرم آدم‌ربایی، شکنجه و قتل فعالان سیاسی مخالف به ۲۵ سال حبس محکوم شد.
وی تا زمان مرگ در حال گذارندن حبس ابد به جرم نقض حقوق بشر در دیکتاتوری این کشور در سال‌های ۱۹۷۶ تا ۱۹۸۳ بود.
رینالدو بیگنون در ۷ مارس ۲۰۱۸ در سن ۹۰ سالگی بر اثر نارسایی قلبی درگذشت.

## ریاست جمهوری

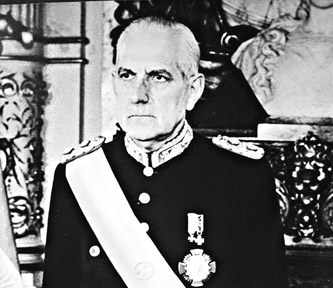
رینالدو بنیتو آنتونیو بیگنون در سال 1982

شکست در برابر بریتانیا در جنگ فالکلند در سال 1982 که بر مشکلات اقتصادی فزاینده افزود، منجر به یک بحران سیاسی و استعفای رئیس جمهور لئوپولدو فورتوناتو گالتیری شد. دوری او از رهبری نظامی دولت های ویولا و گالتیری، او را به نامزدی ایده آل برای تصدی پست ریاست جمهوری در 1 ژوئیه 1982، پس از تصمیم ارتش برای به عهده گرفتن مسئولیت رهبری سیاسی تبدیل کرد. درگیری با سران دو نیروی باقیمانده، خورخه آیزاک آنایا و باسیلیو لامی دوزو - که تصمیم به بازنشستگی از نظامیان گرفته بودند - نیاز به تجدید نظر داشت و برای این کار ارتش - به ویژه رئیس جدید ارتش کریستینو نیکولایدس. - ژنرال بیگنون انتخاب شد.
سرهنگ برناردو خوزه منندز گفت که انتصاب بیگنون از تصمیمی ناشی می شود که هدف آن محدود کردن تعداد عقب نشینی های نظامی بود زیرا "[بیگنون] فردی بود که احساسات ارتش را نمایندگی نمی کرد."
در دوران ریاست جمهوری خود، خوزه داگنینو پاستوره ، وزیر اقتصاد، در مواجهه با تعطیلی کارخانه ها، تورم -که در سال از 200 درصد فراتر می رفت- و کاهش مداوم ارزش پزو ، "وضعیت اضطراری" اعلام کرد .
در 13 سپتامبر 1982، وزیر اقتصاد خورخه وهبی "کنترل قیمت" را راه اندازی کرد که "محصولات 675 شرکت را تحت کنترل دولت قرار داد" به دلیل نیاز به "حفاظت از دستمزدهای واقعی"، که توسط "ساختار صنعتی انحصاری" تهدید می‌شد.  در نوامبر 1982، رئیس بانک مرکزی ، خولیو گونزالس دل سولار ، طی بخشنامه 251 دستور ملی شدن بدهی شرکت های خصوصی را صادر کرد.
در سال 1982، طبق پیش‌نویس‌های انجام شده توسط نهاد دو ملیتی یاسیرتا (EBY)، سازمانی که برای برنامه‌ریزی و اجرای کار سد برق آبی ایجاد شده است ، طی فرمانی، تعیین حدود بین‌المللی حدود بین آرژانتین و پاراگوئه را تصویب کرد . که در آن بازوهای شمالی و جنوبی رودخانه پارانا که جزیره آپیپه آرژانتینی را احاطه کرده است به حوزه قضایی پاراگوئه تبدیل شد. 
در 13 سپتامبر 1983، بیگنون فرمان قانون 22909 را که به عنوان "قانون واکسیناسیون اجباری" شناخته می شود، ابلاغ کرد که برنامه رسمی واکسیناسیون اجباری را ایجاد کرد.  
علیرغم قصد فرمانده کل ارتش کریستینو نیکولایدس برای به تعویق انداختن تحویل قدرت تا حد امکان، بیگنون از اولین سخنرانی عمومی خود اعلام کرد که قصدش برگزاری انتخابات در 30 ژانویه 1984 است.
فشار سیاسی افزایش یافت: «هیئت چند بخشی» که توسط ریکاردو بالبین تأسیس شد و رائول آلفونسین نیز بخشی از آن بود ، تلاش کرد تا قدرت را زودهنگام و بدون قید و شرط به دست آورد. سازمان‌های حقوق بشر کمپین را برای روشن کردن محل اختفای ناپدیدشدگان تشدید کردند و ادعاهای کشورهای دیگر مبنی بر مفقود شدن خارجی‌ها به کانال‌های دیپلماتیک رسید. در 16 دسامبر 1982، تظاهرات گسترده ای که توسط "هیئت چند بخشی" برگزار شد، قربانی سرکوب پلیس شد که منجر به کشته شدن یک تظاهرکننده شد.
لوئیس مورنو اوکامپو ، دادستان سابق، تأیید کرد که بیگنون سعی کرد انتقال قدرت را با یک سری نکاتی که می خواست به سیاستمداران در آن زمان گروه بندی شده در چند حزبی تحمیل کند، مشروط کند: عدم تحقیق در مورد اقدامات غیرقانونی، همراه با عدم بازنگری در اقدامات انجام شده در مبارزه با تروریسم، به عنوان یک پیمان نوپا که بعدها به نتیجه نرسید. 
در همان زمان، بازجویی از نیروی دریایی و نیروی هوایی که به ترتیب توسط دریاسالار روبن فرانکو و سرتیپ آگوستو هیوز فرماندهی می شد، ارتش را به انتصاب ژنرال (R) بنجامین راتنباخ برای تحقیق در مورد مسئولیت های حکومت نظامی سابق منصوب کرد. 
در 28 آوریل 1983 ، پس از تعیین تاریخ انتخابات برای اکتبر، بیگنون فرمان محرمانه 2726/83 را صادر کرد که دستور از بین بردن اسناد موجود در مورد بازداشت، شکنجه و قتل ناپدید شدگان و صدور سند نهایی را صادر کرد. خونتای نظامی در جنگ علیه براندازی و تروریسم که از جمله مفاهیم آن می‌گوید:
همچنین صحبت از افراد "ناپدید شده" است که توسط دولت آرژانتین در ناشناخته ترین مکان های این کشور بازداشت می شوند. همه اینها چیزی نیست جز دروغی که برای مقاصد سیاسی استفاده می شود، زیرا در جمهوری نه بازداشتگاه های مخفی وجود دارد و نه افراد مخفیانه در زندان ها وجود دارند.

در نتیجه، باید به طور قطعی مشخص شود که کسانی که در فهرست افراد ناپدید شده ظاهر می شوند و در تبعید یا مخفی نیستند، برای مقاصد قانونی و اداری مرده محسوب می شوند، حتی اگر علت و زمان مرگ نهایی تا حد امکان مشخص نباشد. اکنون نه محل قبر آنها...